# Tom Kay
Thomas Kay (tháng 11 năm 1892 - 1940) là một cầu thủ bóng đá người Anh thi đấu ở Football League cho Stoke.

## Sự nghiệp
Kay sinh ra ở Mossley và thi đấu bóng đá nghiệp dư với Walkden trước khi gia nhập Bolton Wanderers nhưng do Thế chiến thứ I bùng nổ nên không thể thi đấu cho Bolton. Sau chiến tranh ông gia nhập Stoke và thi đấu mỗi trận trong mùa giải 1919-20 với 43 trận đấu, ông là lựa chọn số một trong mùa giả 1920-21 với 70 lần ra sân liên tiếp. Ông bị huấn luyện viên Arthur Shallcross loại ra sau khi để thủng lưới 5 bàn trước Bristol City và chỉ thi đấu thêm 6 trận ở mùa giải 1921-22 trước khi bị giải phóng hợp đồng cuối mùa.

## Thống kê sự nghiệp
| Câu lạc bộ          | Mùa giải            | Giải quốc nội       | Giải quốc nội | Giải quốc nội | Cúp FA  | Cúp FA    | Tổng    | Tổng      |
| Câu lạc bộ          | Mùa giải            | Hạng đấu            | Số trận       | Bàn thắng     | Số trận | Bàn thắng | Số trận | Bàn thắng |
| ------------------- | ------------------- | ------------------- | ------------- | ------------- | ------- | --------- | ------- | --------- |
| Stoke               | 1919-20             | Second Division     | 42            | 0             | 1       | 0         | 43      | 0         |
| Stoke               | 1920-21             | Second Division     | 27            | 0             | 1       | 0         | 28      | 0         |
| Stoke               | 1921-22             | Second Division     | 6             | 0             | 0       | 0         | 6       | 0         |
| Tổng cộng sự nghiệp | Tổng cộng sự nghiệp | Tổng cộng sự nghiệp | 75            | 0             | 2       | 0         | 77      | 0         |